# Boggabri
Boggabri (901 habitants) est un village à l'intérieur des terres au Nord de la Nouvelle-Galles du Sud, en Australie, à 515 km au Nord-Ouest de Sydney, sur la rivière Namoi
Le nom du village est d'origine aborigène
Il est situé sur la voie de chemin de fer Mungindi railway line.

## Statistiques
- Statistiques sur Boggabri